# Salt Cay (Turks-Inseln)
Salt Cay ist die zweitgrößte Insel der Turks-Inseln und gehört zum britischen Überseegebiet der Turks- und Caicosinseln.
Die Insel ist flach, hat eine dreieckige Grundform und ist 6,74 km² groß. Der gleichnamige Distrikt umfasst noch weitere unbewohnte Inseln, wie etwa Cotton Cay, und hat eine Gesamtfläche von 9,1 km². Auf der Insel wohnen 108 Menschen (Zensus 2012), der Hauptort ist Balfour Town.
Im Norden der Insel befindet sich der Salt Cay Airport, der mehrmals wöchentlich mit Linienflügen von Providenciales und Grand Turk Island aus bedient wird.
Die Turks waren bis zur Verschleppung durch die Spanier von Arawak-Indianern bewohnt. Im 17. Jahrhundert kamen Siedler von den Bermudas nach Salt Cay. Sie begannen mit der Salzherstellung in Meerwassersalinen, was der Insel ihren heutigen Namen einbrachte. Bis ins 20. Jahrhundert war die Salzgewinnung ein bedeutender Wirtschaftszweig, 1845 lebten 676 Menschen auf Salt Cay. Heute ist der Tourismus die wichtigste Branche, insbesondere Tauchen und Walbeobachtungen.